# Halowe Mistrzostwa Europy w Lekkoatletyce 2011 – bieg na 400 m mężczyzn
Bieg na 400 metrów mężczyzn – jedna z konkurencji rozegranych podczas halowych lekkoatletycznych mistrzostw Europy w hali Palais Omnisports de Paris-Bercy w Paryżu.

## Terminarz
| Data    | Godzina |            |
| ------- | ------- | ---------- |
| 4 marca | 10:45   | Eliminacje |
| 4 marca | 18:10   | Półfinał   |
| 5 marca | 17:45   | Finał      |

## Rezultaty

### Eliminacje
Rozegrano 5 biegów eliminacyjnych, do których przystąpiło 26 sprinterów. Awans do półfinału dawało zajęcie jednego z pierwszych dwóch miejsc w swoim biegu (Q). Skład półfinałów uzupełniło dwóch zawodników z najlepszymi czasami wśród przegranych (q).

#### Bieg 1
| Poz. | Tor | Zawodnik     | Reprezentacja   | Rezultat | Uwagi |
| ---- | --- | ------------ | --------------- | -------- | ----- |
| 1    | 6   | Richard Buck | Wielka Brytania | 46,57    | Q     |
| 2    | 5   | Yoan Décimus | Francja         | 46,90    | Q     |
| 3    | 3   | Mark Ujakpor | Hiszpania       | 47,31    | q     |
| 4    | 4   | Jewhen Hucoł | Ukraina         | 47,81    |       |
| 5    | 2   | Aram Dawtjan | Armenia         | 48,96    | NR    |

#### Bieg 2
| Poz. | Tor | Zawodnik           | Reprezentacja   | Rezultat | Uwagi |
| ---- | --- | ------------------ | --------------- | -------- | ----- |
| 1    | 6   | Richard Strachan   | Wielka Brytania | 47,54    | Q     |
| 2    | 5   | Ansoumane Fofana   | Francja         | 47,89    | Q     |
| 3    | 3   | Marc Orozco        | Hiszpania       | 47,92    |       |
| 4    | 2   | Endrik Silberstein | Gruzja          | 48,07    | NR    |
| 5    | 1   | Władimir Krasnow   | Rosja           | 48,10    |       |
| 6    | 4   | Nil de Oliveira    | Szwecja         | 48,64    |       |

#### Bieg 3
| Poz. | Tor | Zawodnik          | Reprezentacja      | Rezultat | Uwagi |
| ---- | --- | ----------------- | ------------------ | -------- | ----- |
| 1    | 6   | Thomas Schneider  | Niemcy             | 47,10    | Q     |
| 2    | 2   | Clemens Zeller    | Austria            | 47,37    | Q     |
| 3    | 4   | Serdar Tamaç      | Turcja             | 47,46    |       |
| 4    | 5   | Brian Gregan      | Irlandia           | 47,63    |       |
| 5    | 3   | Kristijan Efremow | Macedonia Północna | 50,35    | PB    |

#### Bieg 4
| Poz. | Tor | Zawodnik      | Reprezentacja   | Rezultat | Uwagi |
| ---- | --- | ------------- | --------------- | -------- | ----- |
| 1    | 5   | Nigel Levine  | Wielka Brytania | 47,73    | Q     |
| 2    | 6   | David Gollnow | Niemcy          | 47,74    | Q     |
| 3    | 4   | Johan Wissman | Szwecja         | 47,95    |       |
| 4    | 3   | Pavel Maslák  | Czechy          | 48,14    |       |
| 5    | 2   | Rasmus Mägi   | Estonia         | 48,49    |       |

#### Bieg 5
| Poz. | Tor | Zawodnik               | Reprezentacja | Rezultat | Uwagi |
| ---- | --- | ---------------------- | ------------- | -------- | ----- |
| 1    | 6   | Leslie Djhone          | Francja       | 46,63    | Q     |
| 2    | 5   | Dmitrij Buriak         | Rosja         | 46,84    | Q     |
| 3    | 4   | Dmytro Ostrowski       | Ukraina       | 47,33    | q     |
| 4    | 2   | Emir Bekrić            | Serbia        | 48,34    |       |
| 5    | 3   | Nick Ekelund-Arenander | Dania         | 48,55    |       |

### Półfinał

#### Bieg 1
| Poz. | Tor | Zawodnik         | Reprezentacja   | Czas  | Uwagi |
| ---- | --- | ---------------- | --------------- | ----- | ----- |
| 1    | 6   | Leslie Djhone    | Francja         | 46,26 | Q     |
| 2    | 5   | Thomas Schneider | Niemcy          | 46,72 | Q     |
| 3    | 3   | Dmitrij Buriak   | Rosja           | 47,09 | Q     |
| 4    | 4   | Nigel Levine     | Wielka Brytania | 47,17 |       |
| 5    | 1   | Mark Ujakpor     | Hiszpania       | 47,82 |       |
| 6    | 2   | Ansoumane Fofana | Francja         | 48,19 |       |

#### Bieg 2
| Poz. | Tor | Zawodnik         | Reprezentacja   | Czas  | Uwagi |
| ---- | --- | ---------------- | --------------- | ----- | ----- |
| 1    | 5   | Richard Buck     | Wielka Brytania | 46,79 | Q     |
| 2    | 6   | Richard Strachan | Wielka Brytania | 46,94 | Q     |
| 3    | 4   | Yoan Décimus     | Francja         | 46,98 | Q     |
| 4    | 3   | Clemens Zeller   | Austria         | 47,35 |       |
| 5    | 1   | Dmytro Ostrowski | Ukraina         | 47,58 |       |
| 6    | 2   | David Gollnow    | Niemcy          | 48,07 |       |

### Finał
| Poz. | Tor | Zawodnik         | Reprezentacja   | Czas  | Uwagi |
| ---- | --- | ---------------- | --------------- | ----- | ----- |
|      | 6   | Leslie Djhone    | Francja         | 45,54 | NR EL |
|      | 3   | Thomas Schneider | Niemcy          | 46,42 |       |
|      | 5   | Richard Buck     | Wielka Brytania | 46,62 |       |
| 4    | 2   | Dmitrij Buriak   | Rosja           | 46,70 | SB    |
| 5    | 4   | Richard Strachan | Wielka Brytania | 46,74 |       |
| 6    | 1   | Yoan Décimus     | Francja         | 46,91 |       |